# 8121-es mellékút (Magyarország)
A 8121-es számú mellékút egy közel 5 kilométer hosszú, négy számjegyű mellékút Fejér vármegye északi részén. Tulajdonképpen Csákvár belső útja: a központját köti össze a városhoz tartozó, vértesi külterületekkel, továbbá összeköttetést biztosít Gánt irányába, más lehetőségeknél rövidebb útvonalon.

## Nyomvonala
Csákvár belvárosában indul, nyugat-délnyugati irányban, a 8119-es útból kiágazva, annak 26+400-as kilométerszelvénye táján. Előbb a Petőfi utca, majd a Gánti utca nevet viseli, és mintegy 1,7 kilométer után éri el a belterület nyugati szélét. A folytatásban zömmel erdős területek között húzódik, és még a város határain belül véget is ér, beletorkollva a 8123-as útba, annak 24+250-es kilométerszelvénye táján.
Teljes hossza, az országos közutak térképes nyilvántartását szolgáló kira.gov.hu adatbázisa szerint 4,752 kilométer.